# Paravilla floridensis
Paravilla floridensis är en tvåvingeart som beskrevs av Hall 1981. Paravilla floridensis ingår i släktet Paravilla och familjen svävflugor.
Artens utbredningsområde är Florida. Inga underarter finns listade i Catalogue of Life.